# Cadmi
El cadmi és l'element químic de símbol Cd i nombre atòmic 48. Està situat en el grup 12 de la taula periòdica dels elements i en el 5è període. És un metall blanc, amb reflexos blavosos, relativament poc abundant. És un dels metalls més tòxics, encara que podria ser un element químic essencial, necessari en molt petites quantitats, però això no és clar. Normalment es troba en menes de zinc i s'empra especialment en piles.

## Història

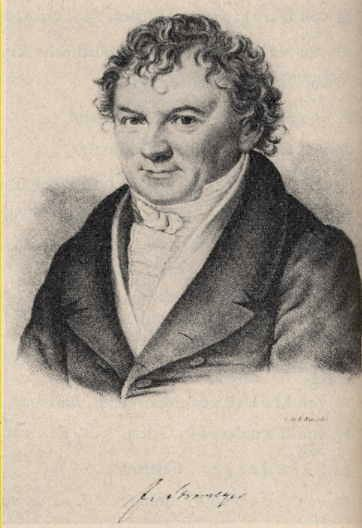
Friedrich Stromeyer

Els apotecaris de la ciutat de Hannover, aleshores del Regne de Hannover, actual estat de Baixa Saxònia, per obtenir òxid de zinc escalfaven la calamina, un mineral constituït per carbonat de zinc. Sovint el producte final tenia un color groc enlloc del color blanc de l'òxid de zinc, la qual cosa posava en dubte la puresa de l'òxid de zinc. Friedrich Stromeyer (1776-1835), inspector de farmàcies i professor a la Universitat de Göttingen, conegué el problema i considerà que la impuresa era deguda a algun element químic no descobert. El 1817 aconseguí separar-lo i l'anomenà cadmi, a partir del grec καδμία, cadmia, que era el nom que es donava en l'antiguitat als minerals de zinc, i del qual deriva calamina. Al mateix temps dos químics de Berlín Karl Meissner i Carl Karsten treballaven amb el mateix problema i anunciaren el descobriment d'un nou element el següent any.

## Estat natural

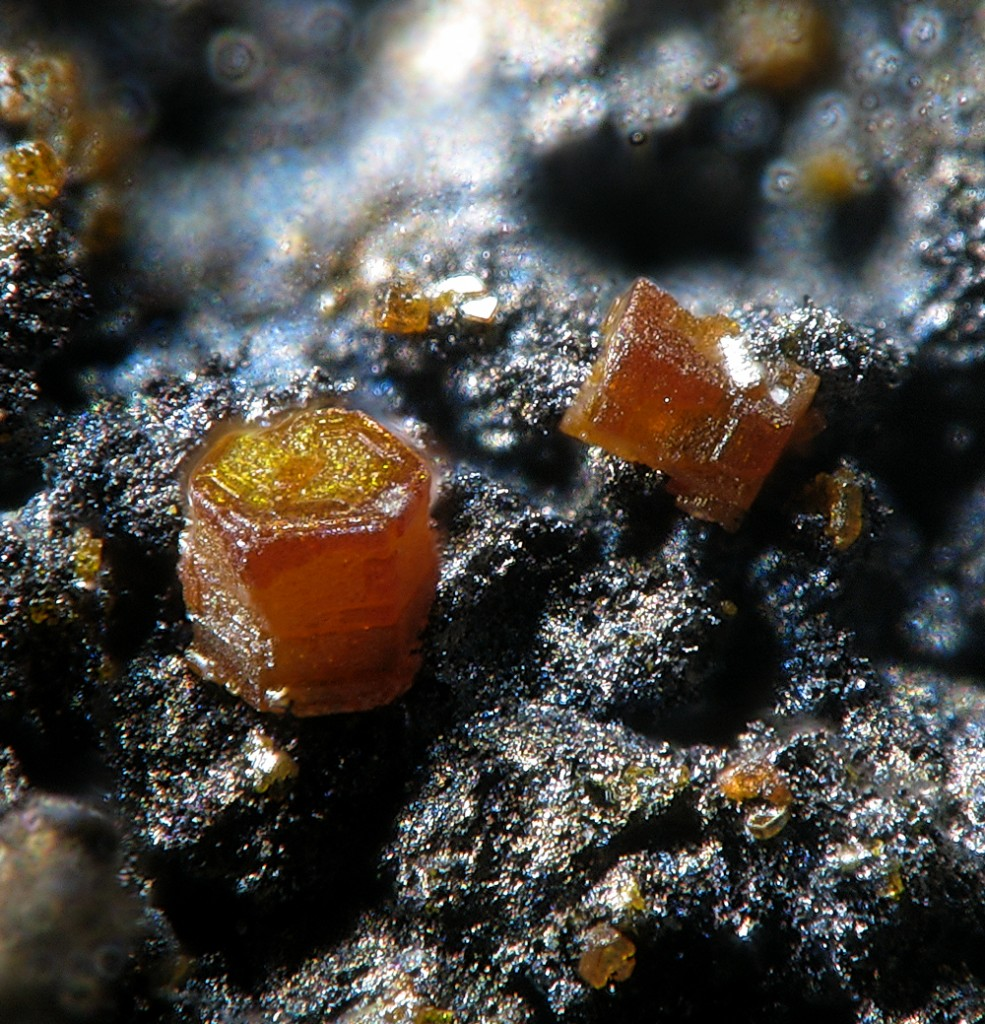
Cristalls taronja de greenockita

El cadmi ocupa la posició 65 en quan a abundància dels elements químics a l'escorça terrestre, amb una concentració mitjana de 0,1 ppm.
El primer mineral de cadmi en descobrir-se fou a Escòcia el 1841, la greenockita. Aquest mineral està constituït per sulfur de cadmi. malgrat no estar identificat com a mineral s'havia emprat durant més de 2000 anys com a pigment groc a Grècia i Bohèmia. Altres minerals són la cadmoselita (selenur de cadmi) i la otavita (carbonat de cadmi). Tanmateix cap d'ells s'empra per a l'obtenció de cadmi. S'obté de l'esfalerita, mineral de sulfur de zinc en el qual el cadmi es presenta en forma d'impuresa en una proporció al voltant del 0,03 %. La producció mundial és d'unes 25 000 tones anuals i s'extreuen principalment a la Xina (8 200 tones el 2019); República de Corea (5 000 tones); Japó (1 900 tones); Canadà (1 600 tones); Kazakhstan i Mèxic (1 400 tones cadascun); Països Baixos (1 100 tones) i Rússia (1 000 tones).

## Propietats

### Propietats físiques
El cadmi és un metall blanc amb reflexos blavosos, dúctil i mal·leable. La seva densitat és baixa, 8,69 g/cm³, té un punt de fusió de 321,07 °C i un punt d'ebullició de 767 °C. Es tou i es pot tallar fàcilment amb un ganivet. En alguns aspectes és semblant al zinc.

### Propietats químiques

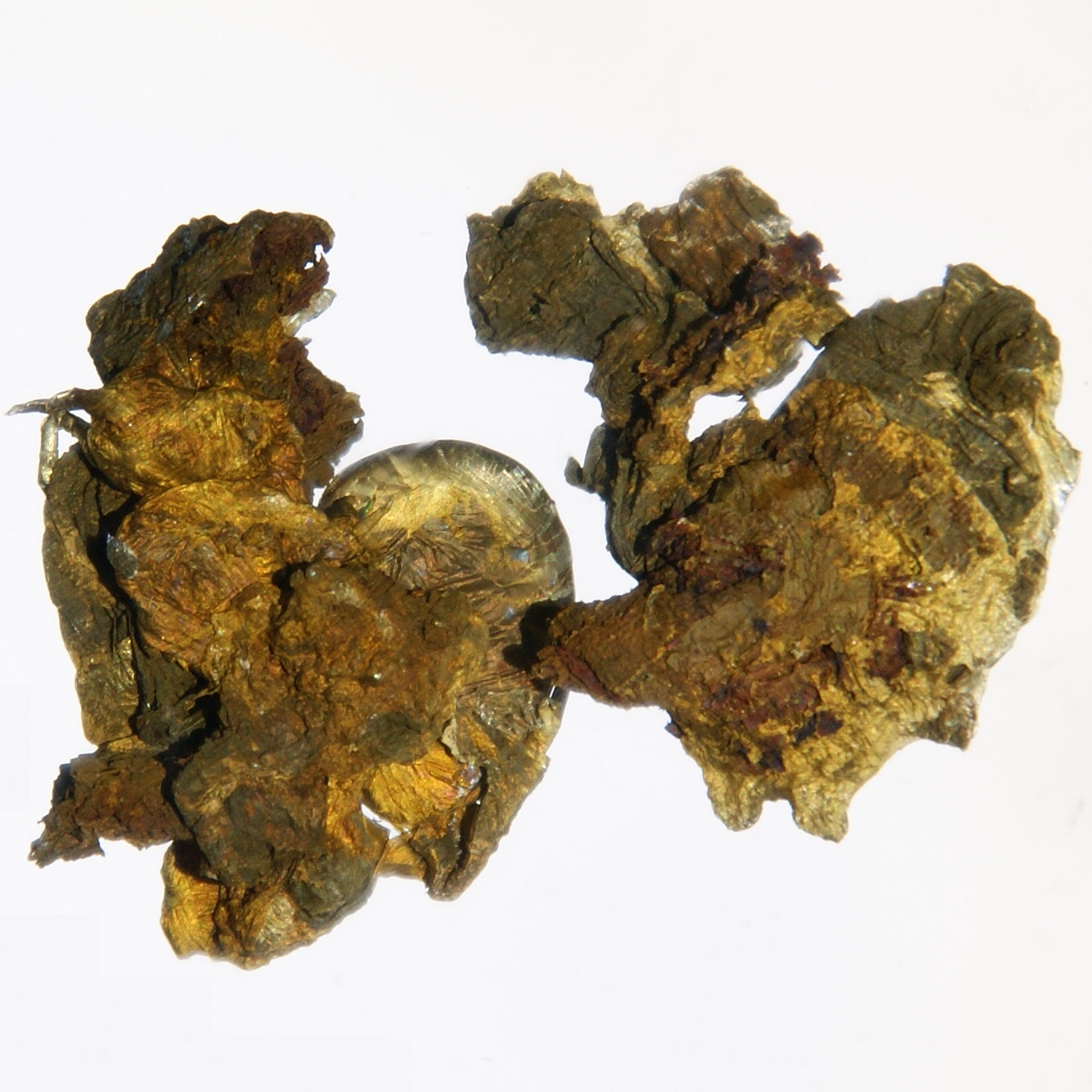
Dos trossos de cadmi oxidats a CdO

La configuració electrònica del cadmi és {\displaystyle {\ce {[Kr] 5s^2 4d^10}}}. L'estat d'oxidació més comú del cadmi és el +2. Pot presentar l'estat d'oxidació +1, però és molt inestable.
El cadmi s'oxida lentament exposat a l'aire per formar òxid de cadmi, de color variat segons les condicions d'obtenció:
{\displaystyle {\ce {2 Cd + O2 -> 2 CdO}}}

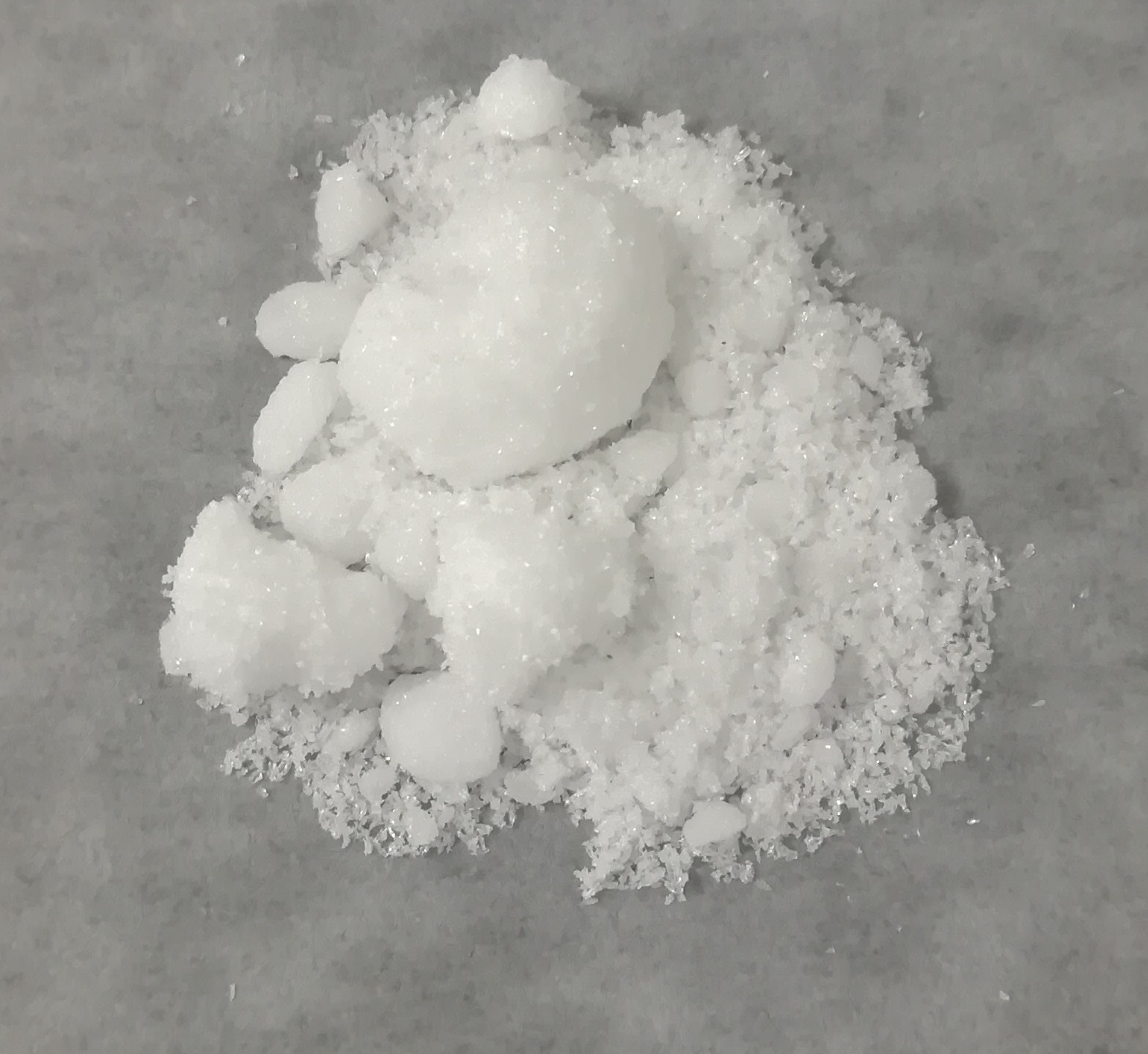
Bromur de cadmi tetrahidrat CdBr2*4H2O

No reacciona amb l'aigua. Reacciona directament amb tots els halògens, excepte amb el clor, donant els corresponents halogenurs de cadmi(3+):
{\displaystyle {\ce {Cd (s) + F2 (g) -> CdF2 (s) \; [blanc]}}}{\displaystyle {\ce {Cd (s) + Br2 (g) -> CdBr2 (s) \; [groc \; feble]}}}{\displaystyle {\ce {Cd(s) + I2(g) -> CdI2(s) \, [blanc]}}}
Es dissol lleugerament en àcid sulfúric diluït per formar solucions que contenen els ions cadmi(2+), que existeixen com a complexos {\displaystyle {\ce {[Cd(OH2)6]^2+}}}. La reacció amb àcids oxidants, com ara l'àcid nítric, és complexa i els productes depenen de les condicions. El cadmi no reacciona amb les bases, com ara l'hidròxid de potassi.
El catió cadmi(2+) té una capa electrònica 4d plena ({\displaystyle {\ce {4d^10}}}), convertint-lo en un catió relativament gran i polaritzable. Això també el converteix en un metall generalment tou amb una alta afinitat per als donants d'electrons, com els grups tiol. El cadmi s'uneix fàcilment a proteïnes i àcids nucleics. El cadmi forma complexos de coordinació amb 2, 4, 6 i 8 lligands, amb coordinació tetraèdriques preferida pels lligands més suaus, com el sofre i coordinació octaèdrica preferits pels lligands més durs, com els donants d'oxigen i nitrogen.

## Isòtops
A la natura hom pot trobar fins a vuit isòtops naturals. El més abundant és el cadmi 114, amb un 29 %; seguit del cadmi 112, 24 %; el cadmi 111, 13 %; el cadmi 110, 12,5 %; el cadmi 113, 12 %; el cadmi 116, 7,5 %; i el cadmi 106 i el cadmi 108, 1% cadascun. El isòtops {\displaystyle {\ce {^110Cd}}}, {\displaystyle {\ce {^111Cd}}} i {\displaystyle {\ce {^112Cd}}} són estables. Els altres, malgrat no ho siguin, també poden considerar-s'hi perquè els seus períodes de semidesintegració són extremadament elevats, superiors a l'edat de l'univers (13,8 × 10⁹ anys): {\displaystyle {\ce {^106Cd}}} té T½ = 3,6 × 1020 anys; {\displaystyle {\ce {^108Cd}}} té T½ = 1,9 × 1018 anys; {\displaystyle {\ce {^113Cd}}} té T½ = 8,0 × 1015 anys; {\displaystyle {\ce {^114Cd}}} té T½ = 2,1 × 1018 anys; i {\displaystyle {\ce {^116Cd}}} té T½ = 3,3 × 1019 anys.
D'artificials se'n han obtingut 33, essent el de menor nombre màssic el cadmi 95 i el de major el cadmi 134.

## Aplicacions

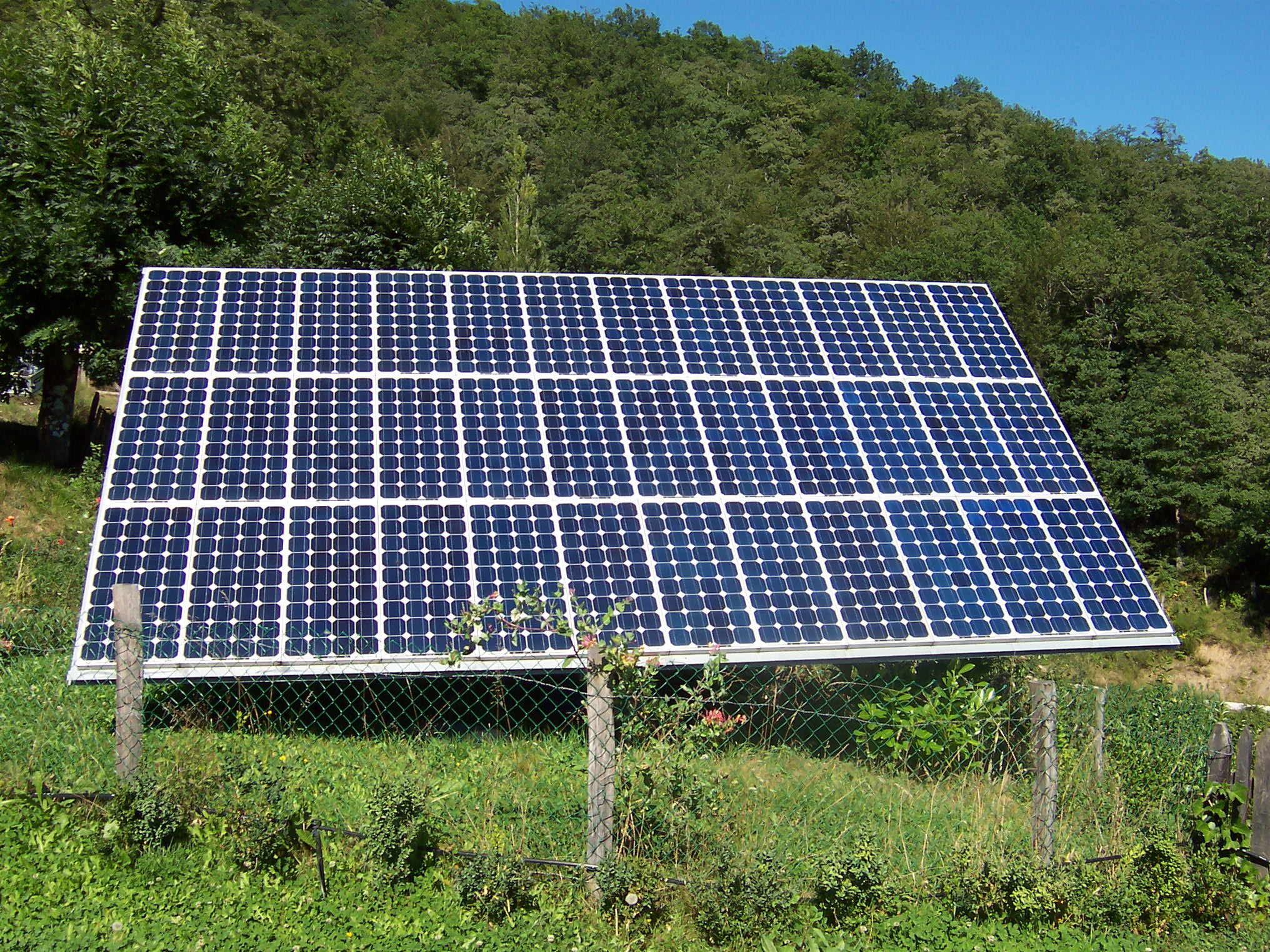
Panell fotovoltaic

### Generació d'energia
El cadmi s'utilitza en les barres de control dels reactors nuclears per a absorbir neutrons. El tel·lurur de cadmi s'utilitza en la fabricació de la capa fina conductora de les cel·les solars fotovoltaiques.

### Indústria de bateries

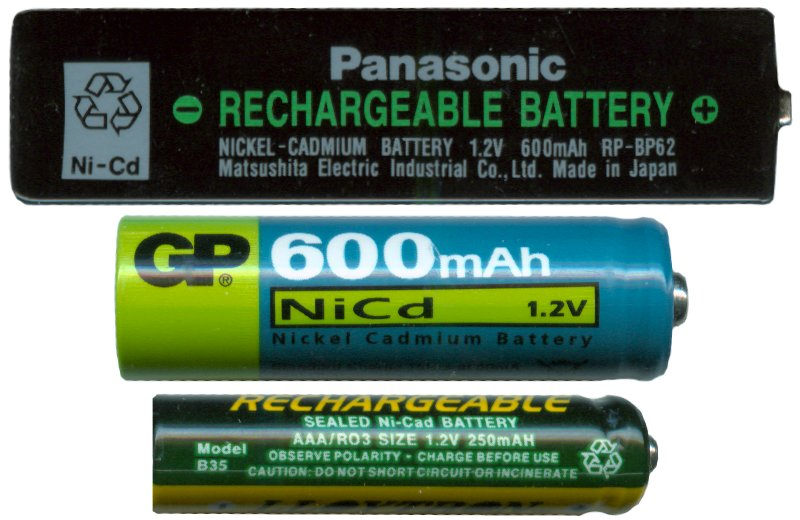
Bateries recarregables de Ni-Cd

Una de les aplicacions més conegudes del cadmi és la fabricació de bateries recarregables de níquel-cadmi d'ús industrial o domèstic. Aquestes bateries estan formades per un elèctrode de cadmi (càtode), un altre d'hidròxid-òxid de níquel que actua com a ànode, i un electròlit alcalí, com hidròxid de potassi. Les bateries de Ni-Cd s'estan reemplaçant per bateries de níquel i hidrur metàl·lic (Ni-MH) o les de liti en petits dispositius electrònics com ordinadors portàtils i telèfons mòbils. Això és degut no només a la toxicitat del cadmi, sinó a la major capacitat d'emmagatzematge i a una major densitat d'energia de les bateries de Ni-MH enfront de les bateries Ni-Cd, operant al mateix voltatge.

### Indústria metal·lúrgica
El cadmi s'utilitza en recobriments galvanoplàstics de materials (cadmiat) i en aliatges especials per a coixinets, pel seu baix coeficient de fricció i la seva gran resistència a la fatiga. S'empra especialment en les indústries aeroespacial i aeronàutica on el cadmi es troba present en femelles de seguretat, cargols i alguns components de trens de aterratge. També s'usa el cadmi per al recobriment de superfícies de ferro i acer, per ser un eficaç protector contra la corrosió.

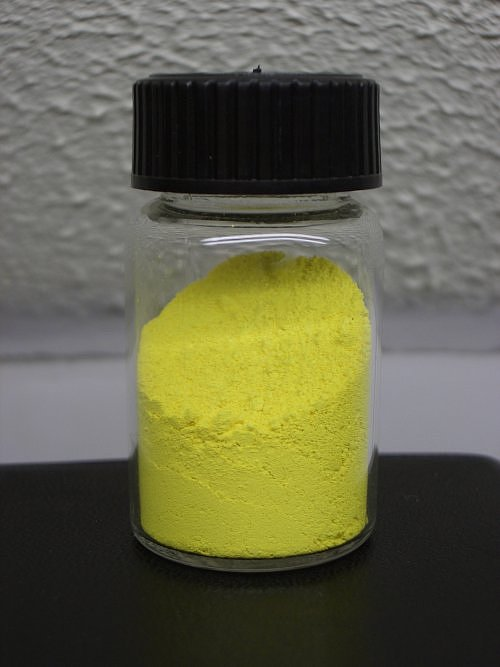
Sulfur de cadmi
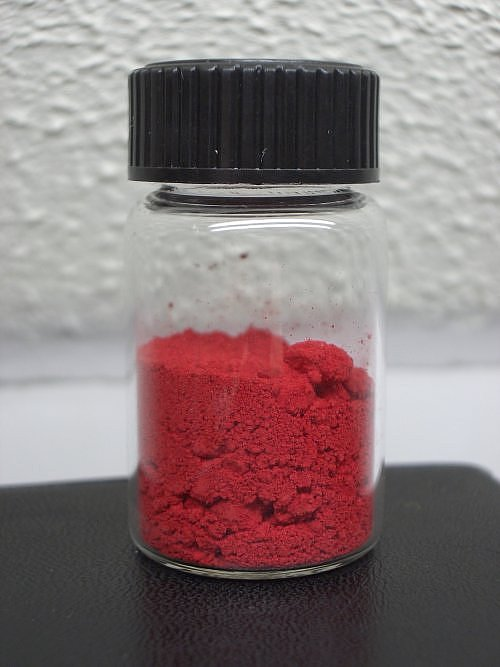
Selenur de cadmi
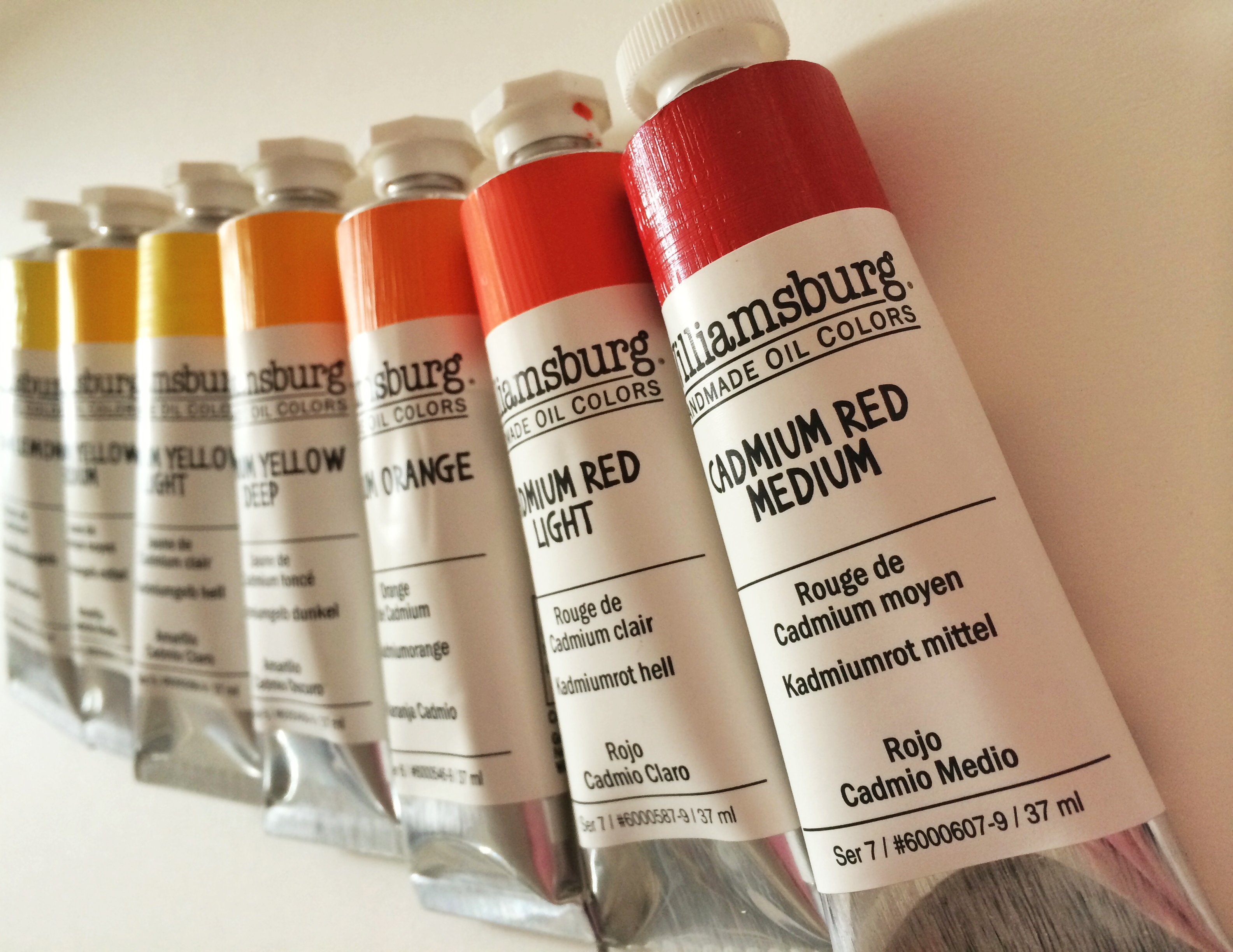
Pintura a l'oli amb cadmi

### Indústria química
Des del 1840 s'empra el sulfur de cadmi com a pigment groc, conegut com a groc de cadmi, en quasi totes les tècniques pictòriques i en ceràmica. També s'empra en pirotècnia per aconseguir explosions d'un groc brillant. Un altre pigment és el selenur de cadmi, de color vermell, emprat en la fabricació de pintures. Aquests pigments de cadmi, i d'altres que es descobriren al llarg del segle xix, foren profusament emprats pels pintors impressionistes que ompliren les seves obres de llum.

## Toxicitat
La similitud química del cadmi amb el zinc li permet competir amb el zinc en els processos biològics, i s'ha trobat que la similitud entre el cadmi i el calci respecte a la relació càrrega i radi altera la homeòstasi de calci in vivo. La toxicitat que presenta és semblant a la del mercuri; possiblement s'enllaça a residus de cisteïna. La metal·lotioneïna, una proteïna de baix pes molecular (6-10 kDa) i un elevat contingut en residus cisteïna (Cys), s'enllaça selectivament al cadmi.

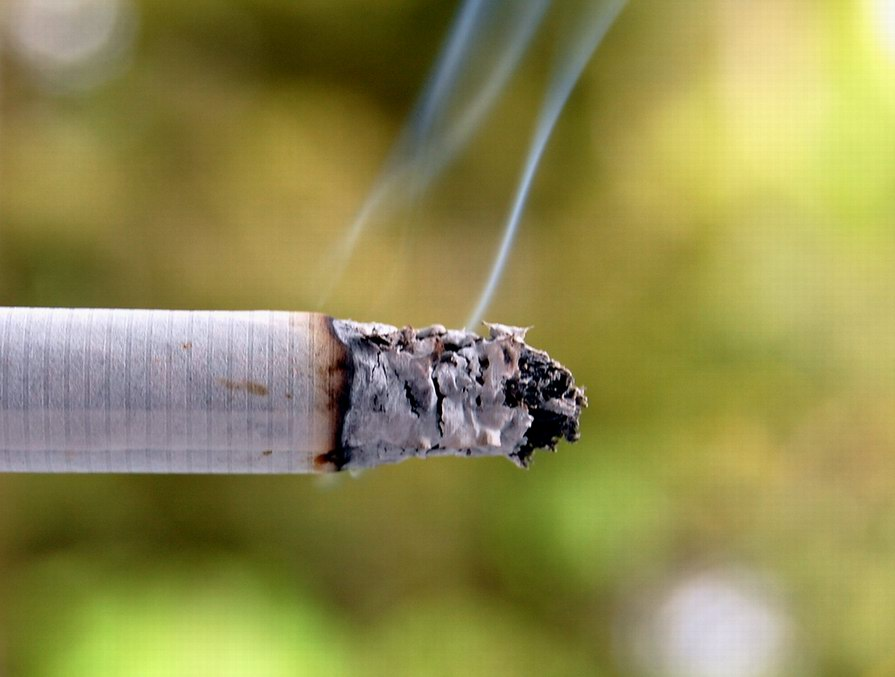
El fum dels cigarrets conté cadmi

El cadmi és un cancerigen i es produeix al medi com a resultat de processos industrials com la fosa i la galvanització durant la fabricació d'aliatges, colorants, bateries, fertilitzants i fungicides. La filtració de fangs residuals al sòl agrícola pot provocar la transferència de compostos de cadmi absorbits per plantes que poden tenir un paper important a la cadena alimentària i que s'acumulen en diversos òrgans humans. La principal via d'exposició al cadmi és mitjançant la inhalació de partícules de cadmi transportades a l'aire i l'exposició crònica causa càncer de pulmó. Una de les majors fonts d'exposició al cadmi és el fum del cigarret. Els fumadors tenen 4-5 vegades el nivell de cadmi en sang superior als no fumadors.
La ingestió de cadmi a través de l'aigua potable afecta els sistemes renals (trastorns renals), l'esquelètic (suavitzant ossi) i els sistemes respiratoris. Sembla que el cadmi també pot afectar la reproducció i el desenvolupament en diverses espècies de mamífers. El cadmi disminueix la densitat, el volum i el nombre d'espermatozoides i augmenta les formes espermàtiques immadures.
Un dels pitjors casos d'intoxicació per cadmi a gran escala fou a la prefectura de Toyama, al Japó, a principis dels anys 1900. La malaltia s'anomena malaltia "itai-itai" (que significa "fa mal, fa mal" en japonès). Això causà osteomalàcia (suavització dels ossos) i disfunció tubular renal en humans a causa del consum d'aigua amb altes concentracions de cadmi i de cultius d'aliments cultivats amb aquesta aigua. Aquesta contaminació es produí amb l'eliminació de residus de sanejament que contenien cadmi procedents de la mineria i la transformació del mineral al riu Jinzu, que s'emprava de font per a l'aigua potable i de reg. Les aigües subterrànies d'aquesta zona també es contaminaren a causa de la infiltració dels efluents procedents de clavegueres sense connexió i estanys d'emmagatzematge de residus.
El cadmi és molt persistent al medi i s'acumula amb el pas del temps en mol·luscs, crustacis i hortalisses. Una vegada que entra al cos humà és molt difícil eliminar-lo.

## Efectes en la salut
Els efectes de la toxicitat per cadmidepenen del tipus d'exposició, ja sigui a través de la inhalació d'aire contaminat (particularment a prop de foses, incineradores o procedent del fum dels cigars), consum d'aliments i aigües contaminades.
En fumadors, s'ha trobat que la concentració de Cd a la sang és d'1-4 µg/l, un valor de quatre a cinc de vegades més alt que als no fumadors.
- És nefrotòxic (L'Azou et al., 2007), i el dany renal es manifesta amb proteïnúria (Nogué et al. 2004)
- Diarrees, mal d'estómac i vòmits severs,
- Debilitament ossi
- Errors en la reproducció i possibilitat fins i tot d'infertilitat
- Dany al sistema nerviós central
- Dany al sistema immunològic
- Desordres psicològics
- Carcinogen (Akesso et al., 2008)